# Homage (film 1915)
Homage è un cortometraggio muto del 1915 diretto da William Worthington.

## Produzione
Il film fu prodotto dalla Universal Gold Seal (Universal Film Manufacturing Company).

## Distribuzione
Distribuito dall'Universal Film Manufacturing Company, il film - un cortometraggio in due bobine - uscì nelle sale cinematografiche USA il 20 luglio 1915.
Non si conoscono copie ancora esistenti della pellicola che viene considerata presumibilmente perduta.